# Park Historyczny Góry Kennesaw

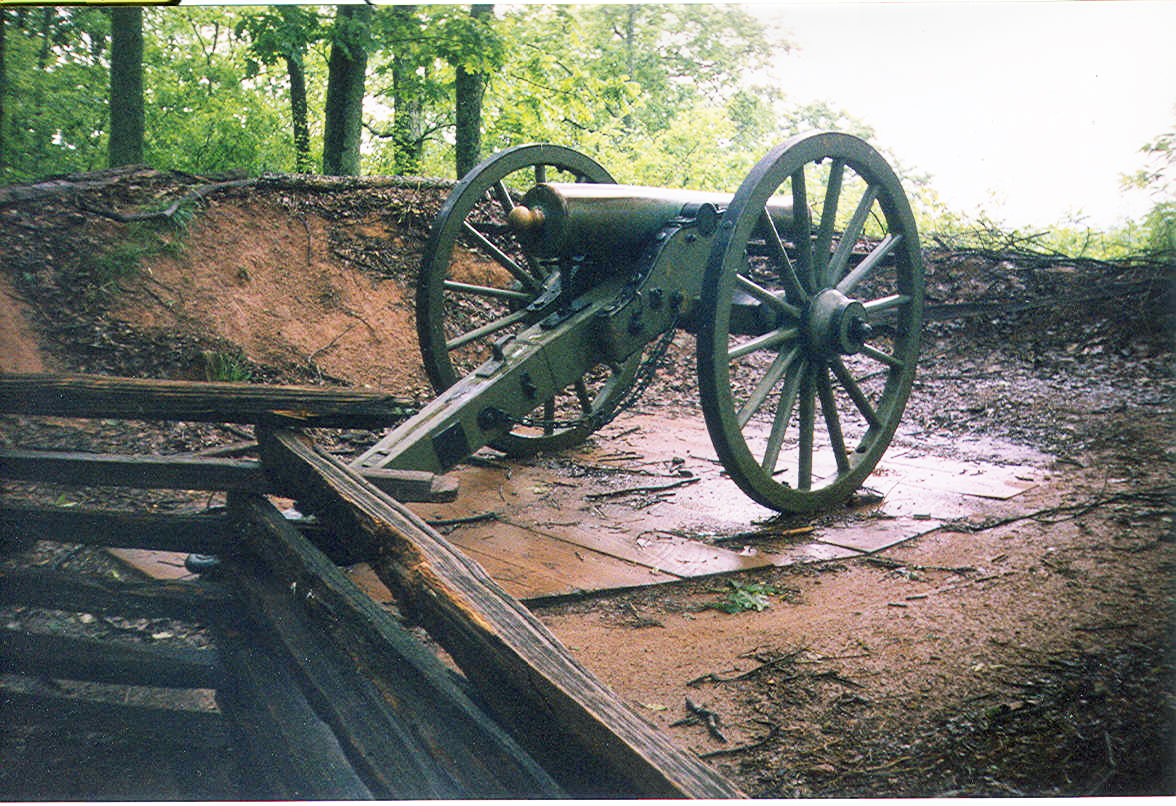
Armata z Kennesaw Mountain National Battlesfield Park

Kennesaw Mountain National Battlefield Park – park historyczny w hrabstwie Cobb stanu Georgia. Upamiętnia bitwę pod Kennesaw Mountain, która miała miejsce od 19 czerwca 1864 do 2 lipca 1864 podczas kampanii atlanckiej.
Nazwa parku pochodzi od mieszczącej się w nim Góry Kennsaw, której nazwa pochodzi z kolei z języka Czirokezów, od słowa Gah-nee-sah, oznaczającego miejsce pochówku.